# あなたがすきです、だいすきです
『 あなたがすきです、だいすきです 』 （英： I Like You, I Like You Very Much ）は、1994年に製作された日本のゲイ映画。大木裕之監督作品。R-18指定。

## キャスト
- CHANO
- 渋谷和則
- 北風久則
- 西本タカ
- 大木裕之
- 鈴木章浩
- 田中要次
- 松前直也
- 高知子
- 山本洋子

## 補足
- 1994年度 バンクーバー国際映画祭正式招待作品
- 1995年度 ロッテルダム国際映画祭正式招待作品[1]